# Kafir
Kafir (tiếng Ả Rập: كافر kāfir; số nhiều كَافِرُونَ kāfirūna, كفّار kuffār hoặc كَفَرَة kafarah; giống cái كافرة kāfirah; giống cái số nhiều كافرات kāfirāt hoặc كوافر kawāfir) là một thuật ngữ tiếng Ả Rập, theo truyền thống Hồi giáo, dùng để chỉ một người không tin vào Chúa theo đạo Hồi, hoặc phủ nhận quyền lực của Chúa, hoặc bác bỏ các nguyên lý của Hồi giáo. Thuật ngữ này thường được dịch là "người vô đạo", " người ngoại đạo", "người từ chối đạo ", "người không tin đạo". Thuật ngữ này được sử dụng theo nhiều cách khác nhau trong Kinh Qur'an, với ý nghĩa cơ bản nhất là "vô ơn" (đối với Chúa). Kufr có nghĩa là không tin, "vô ơn", "bất trung" hoặc "vô ơn". Đối lập của từ này là īmān hay đức tin.
Kafir đôi khi được sử dụng thay thế cho mushrik (مشرك, những người phạm tội đa thần), một từ khác mô tả kẻ làm điều sai trái trong tôn giáo được đề cập thường xuyên trong Kinh Qur'an và các tác phẩm Hồi giáo khác. (Các thuật ngữ Quran khác, đôi khi trùng lặp mô tả những người làm điều sai trái là ẓallām (kẻ ác, kẻ áp bức) và fāsiq (tội nhân, kẻ giả mạo).)  Về mặt lịch sử, trong khi các học giả Hồi giáo đồng ý rằng một người thờ đa thần/mushrik là một kafir, đôi khi họ không đồng ý về tính đúng đắn của việc áp dụng thuật ngữ này để chỉ người Hồi giáo đã phạm tội nghiêm trọng hoặc cho các dân tộc của Sách. Kinh Qur'an phân biệt giữa mushrikun và "dân trong sách", dành thuật ngữ mushrikun cho những người thờ thần, mặc dù một số nhà bình luận cổ điển coi học thuyết Cơ đốc là một hình thức shirk. Trong thời hiện đại, kafir đôi khi được áp dụng đối với những người Hồi giáo tự xưng nhất là khi các thành viên của các phong trào Hồi giáo bàn luận về các đối tượng không tin Hồi giáo. Hành động tuyên bố một người Hồi giáo tự xưng khác là một kafir được gọi là takfir, Đây là một việc đã bị lên án nhưng cũng được sử dụng trong các cuộc luận chiến chính trị và thần học qua nhiều thế kỷ. Một người phủ nhận sự tồn tại của đấng sáng tạo có thể được gọi là dahri.